# Monocitoza
Monocitoza je naziv za povećani broj monocita (jedne od grupa leukocita) u krvi iznad normalnih vrijednosti, koji se može pronaći kao posljedica određenih bolesti organizma.
Normalne vrijednosti monocita u krvi su od 200 do 950/mm3 (0,2-0,95 * 109/L) za odrasle osobe.
Uzroci monocitoze mogu biti određene bolesti kao što su npr. leukemije, limfomi, autoimune bolesti, kronične upalne bolesti, bolesti vezivnog tkiva (npr. sarkoidoza), sifilis, malarija, tifus, bruceloza, listerioza, lišeminijaza, razne tezaurizmoze.
|  | Molimo pročitajte upozorenje o korištenju medicinskih informacija. Ne provodite liječenje bez savjetovanja s liječnikom! |